# Illegal Alien
"Illegal Alien" (en castellano "Extranjero Ilegal") es la quinta canción del grupo británico Genesis, de su álbum epónimo Genesis de 1983. En noviembre del mismo año, también fue publiada como sencillo, en cuyo lado B se encontraba una versión en vivo de la canción Turn It On Again.
La canción retrata de forma humorística las frustraciones de un inmigrante ilegal (supuestamente mexicano) al intentar cruzar la frontera de los EE. UU. Todo es detallado con exageración, incluyendo el acento mexicano de Phil Collins y el puente instrumental que se asemeja a un sonido mariachi.
A pesar de que la letra es una sátira, la canción muy raramente puede ser oida en una emisora de radio en los EE. UU., debido a que se la considera una ofensa a los inmigrantes. Particularmente en su segunda sección, donde el inmigrante sugiere favores sexuales de su hermana a cambio de cruzar la frontera.
Aunque no es tan popular como otras canciones del álbum, se convirtió en un éxito, primero en los EE. UU. y dos meses después en el Reino Unido. Fue interpretada en vivo solamente durante la gira correspondiente del álbum, y luego fue descartada por completo. Una grabación en vivo de la canción fue incluida en la caja Genesis Archive 2: 1976-1992, de un concierto en enero de 1984. 
Se publicó un video promocional para la canción. En este video no se incluye la sección con referencias sexuales, aunque se pueden ver imágenes ofensivas como mexicanos tomando, durmiendo, tocando la guitarra o utilizando enormes sombreros.
- Datos: Q3646420